# Parsons Peak (Südgeorgien)
Der Parsons Peak ist ein 460 m hoher Berg an der Nordküste Südgeorgiens. Er ragt südlich des an der Stromness Bay liegenden Busen Point auf.
Wissenschaftler der britischen Discovery Investigations kartierten ihn 1929. Namensgeber ist vermutlich die Parsons Marine Steam Turbine Company aus Newcastle upon Tyne, deren Antriebe in den Beibooten für geodätische Vermessungsarbeiten bei den Discovery Investigations zum Einsatz kamen.